# Naturgy
Naturgy Energy Group — испанская энергетическая компания. Занимается торговлей сжиженным газом, управлением газораспределительными сетями, производством и торговлей электроэнергией. Обслуживает 16 млн клиентов в 20 странах Европы и Латинской Америки.
В списке крупнейших компаний мира Forbes Global 2000 за 2022 год заняла 450-е место (449-е по размеру выручки, 774-е по чистой прибыли, 829-е по активам и 608-е по рыночной капитализации).

## История
Компания была основана в Барселоне в 1843 году для организации уличного газового освещения, первоначально называлась Catalana de Gas («Каталонский газ»). С 1866 года начала осваивать другие города Пиренейского полуострова, а к концу XIX века начала производство электроэнергии на тепловых электростанциях.
В середине 1960-х годов компания начала импортировать природный газ из Алжира и Ливии (до этого газ получался газификацией угля). В 1990 году было принято решение о создании в Испании крупной газовой компании; в 1991 году Catalana de Gas была объединена с мадридской газовой компанией и газовыми активами Repsol, образовав Gas Natural SDG.
В 1992 году началась приватизация национальной газовой компании Аргентины, и Gas Natural SDG приобрела некоторые её активы, начав таким образом международную экспансию. В 1997 году компания вышла на рынки газоснабжения Бразилии, Колумбии и Мексики. В 1998 году было завершено поглощение другой испанской газовой компании, Enagás, контролировавшей, в частности, газопровод из Алжира в Испанию (построен в 1996 году). В 2004 году были приобретены собственные газодобывающие активы в Алжире и Анголе. В 2009 году произошло слияние Gas Natural SDG с электроэнергетической компанией Unión Fenosa; объединённая компания получила название Gas Natural Fenosa. В 2014 году была куплена чилийская компания Compañía General de Electricidad. В 2018 году компания сменила название на Naturgy Energy Group.

## Деятельность
Электрогенерирующие мощности компании имеют установленную мощность 15,8 ГВт (10,6 ГВт — тепловые, 5,2 ГВт — возобновляемые). Компании принадлежит 24,5-процентная доля в газопроводе из Алжира в Испанию Medgaz. Занимает 68 % газораспределительного рынка Испании, а также присутствует в 5 крупнейших городах Латинской Америки.
Основные подразделения по состоянию на 2021 год:
- Иберийские сети — газораспределительные и электрические сети в Испании; выручка 2,05 млрд евро.
- Латиноамериканские сети — газораспределительные и электрические сети в Аргентине, Бразилии, Чили, Мексике и Панаме; выручка 3,93 млрд евро.
- Энергетический менеджмент — покупка и продажа сжиженного газа, управление газопроводами, тепловые электростанции в Испании, Мексике, Доминиканской Республике и Пуэрто-Рико; выручка 14,96 млрд евро.
- Возобновляемая энергетика — ветряные, солнечные и гидроэлектростанции, в Испании, США, Австралии, Бразилии, Чили, Коста-Рике, Мексике и Панаме; выручка 0,68 млрд евро.

.
.
Выручка за 2021 год составила 22,14 млрд евро, её распределение по регионам:
- Испания — 11,43 млрд евро;
- остальная Европа — 3,27 млрд евро (Франция — 1,81 млрд евро, также Португалия, Великобритания и др.);
- Латинская Америка — 5,89 млрд евро (Мексика — 1,77 млрд, Бразилия — 1,41 млрд, Чили — 0,89 млрд, Панама — 073 млрд, Аргентина — 0,51 млрд);
- другие — 1,55 млрд евро (Китай — 0,67 млрд, США — 0,38 млрд, Индия — 0,15 млрд, также Пакистан, Япония, Тайвань и др.).